# George Mason
George Mason, född 11 december 1725 i Fairfax County, Virginia, död 7 oktober 1792 i Fairfax County, Virginia, var en amerikansk patriot och statsman som medverkade till USA:s konstitution.